# Bauernbefreiung
Die Bauernbefreiung bezeichnet die mehr als hundert Jahre dauernde Ablösung der persönlichen Verpflichtungen der Bauern gegenüber ihren Grund- und Leibherren vorwiegend im 18. und 19. Jahrhundert. Der Begriff wurde 1887 vom Straßburger Volkswirt Georg Friedrich Knapp (1842–1926) eingeführt. Dieser kritisierte auch die Landabtretungen und das sich verschlechternde wirtschaftliche Schicksal der landbesitzlosen Bevölkerungsschichten in Preußen. Meist werden unter dem Begriff die Abschaffung der persönlichen Unfreiheit und der Übergang des Grundbesitzes in das Privateigentum der Bauern zusammengefasst.

## Situation vom späten Mittelalter bis Anfang des 19. Jahrhunderts
Im 16. Jahrhundert waren neun Zehntel der deutschen und vier Fünftel der europäischen Bevölkerung abhängige Bauern. Sie waren nicht Eigentümer ihrer Höfe und ihres Landes und hatten auch keine Erbzinsgüter Römischen Rechts (Emphytheutika), sondern nur ein widerrufliches, nicht vererbliches Nutzungsrecht, das ihnen ein Grundherr gewährte, und das in den verschiedenen Regionen des Heiligen Römischen Reiches Deutscher Nation und später im Deutschen Bund unterschiedlich ausgestaltet war.
Als Gegenleistung schuldeten die Bauern Fronen und Naturalabgaben. Ihre Kinder mussten auf dem Gut des Grundherrn in vielen Territorien Gesindezwangsdienste leisten. Die Fronen bestanden in den bäuerlichen Arbeiten wie Pflügen, Eggen, Säen, Mähen, Dreschen, aber auch Bau- und Kriegsfuhren einschließlich der Gestellung der Zugtiere. Viele Bauern waren leibeigen und unterlagen der Schollenpflicht, hatten also kein Abzugsrecht.
Zu den Naturalabgaben kam oft noch der ursprüngliche Kirchenzehnt hinzu, der im Laufe der Jahrhunderte an einen Grundherrn veräußert oder verpfändet worden war. Fronen und Naturalabgaben waren verhasst und wegen ihrer rechtlichen Unbestimmtheit und der damit verbundenen Gefahr des Ausweitens ein Hindernis in der Entwicklung der Landwirtschaft.
Kennzeichnend waren große territoriale Unterschiede, die vereinfachend (und vergröbernd) als Ost-West-Gegensatz beschrieben werden. Richtig daran ist, dass die Gutsherrschaft als Häufung von Grundherrschaft, Leibherrschaft und Patrimonialgerichtsbarkeit in einer Hand östlich der Elbe verbreitet war und die Bauern in besonders starkem Maße unfrei machte. Nur in wenigen Territorien gab es freie Bauern, wie im Domland Ratzeburg oder in Dithmarschen an der Westküste Holsteins und im an der schleswigschen Westküste liegenden Nordfriesland, das zwar staatsrechtlich außerhalb des Heiligen Römischen Reiches lag, jedoch mit Holstein eine Rechtseinheit bildete.
Die Frühbürgerlichen Revolutionen brachten für die Bauern keine Erleichterungen. Einen entscheidenden Anstoß zur Bauernbefreiung gab die französische Revolution, bei der viele feudale Abhängigkeiten aufgehoben wurden. Im August 1789 hob die Französische Nationalversammlung Feudalrechte entschädigungslos auf, die nicht in der Grundherrschaft ihre Ursache hatten, sondern auf Leibeigentum oder erzwungener Einführung beruhten oder aus anderen Gründen dem Gemeinwohl widersprachen.
In England begann die Bauernbefreiung schon in der frühen Neuzeit, als am Ende des 15. Jahrhunderts den Bauern die persönliche Freiheit gewährt wurde. Auf dem Kontinent begann die Überlegung, die Bauern von herrschaftlichen Verpflichtungen zu lösen, im Zeitalter der Aufklärung.

## Feudalrechtsliteratur und Bauernbefreiung
Ab dem 17. Jahrhundert wuchs die Zahl der Bauernprozesse und auch die Zahl der juristischen Werke stark an, die sich mit den Rechten und Pflichten der Bauern befasste. Die Bauernrechtsliteratur wurde zu einer eigenen juristischen Literaturgattung. Sie entwickelte die „praesumptio pro libertate“, die widerlegliche Vermutung, dass der Bauer frei ist. Die Darlegungs- und Beweislast für die geforderten Fronen und Abgaben wurde dadurch auf den Grund- oder Leibherrn verlagert. Dies erleichterte die Situation des Bauern im Prozess, wenn ihm der Grundherr neue Fronen und Abgaben abverlangen wollte.
Anerkannt war, dass das Verhältnis zwischen Bauern und Grundherr konfliktreich war und die Fronen und Abgaben bei den Bauern verhasst waren.
Die Unfreiheit des Bauern ist keine von vornherein gegebene Eigenschaft oder Merkmal seiner Person, sondern entsteht erst dadurch, dass er vertraglich auf seine Freiheit verzichtet. Der historische Ursprung der Leibeigenschaft gehe auf den Frankenkönig Chlodwig I. zurück, der sie 499 den besiegten Alemannen auferlegt habe.
Bei der Bestimmung des Rechtsstatus des Bauern kommt es auch auf die örtlich unterschiedlichen Gewohnheiten an. In Mecklenburg und Pommern war die Bindung des Bauern an die Scholle die Regel; er hatte kein Abzugsrecht. Einen Schlusspunkt bei der Bauernbefreiung setzte der Dresdner Jurist Johannes Leonhard Hauschild mit einer naturrechtlichen Auffassung: jeder Mensch sei von vornherein frei, weil er zu seinem eigenen und seiner Nachkommen Unterhalt Produkte durch Arbeit schaffen müsse. Er könne seine Freiheit nur durch Verträge einschränken. Werden die eingegangenen Verpflichtungen des Bauern zu hinderlich, könne der Wirtschaftskreislauf zum Erliegen kommen, weil Handwerks- und Handelsprodukte nicht mehr nachgefragt würden.
Würden die Fronen und Abgaben verringert, würde nur der Wert des Großgrundbesitzes sinken; dieser Schaden wiege gering gegenüber dem Wachstum des Staates, das bei Freiheit der Bauern entstehen würde.
Die Bauernrechtsliteratur wirkte unmittelbar, weil sie den Bauern die Prozessführung erleichterte. In vielen Fällen konnten die klagenden Bauern ihr Schicksal etwas mildern, weil es keine eindeutigen und akzeptierten Aufzeichnungen über die ihnen abgeforderten Leistungen gab. Sie hatte aber auch einen mittelbaren Einfluss auf die Feudallastenablösung, weil sie das allgemeine Bewusstsein dafür schärfte, dass Landwirtschaft auch ohne Fronen und Naturalabgaben betrieben werden kann.

## 18. Jahrhundert
In Deutschland hatte es auch im 18. Jahrhundert erste Reformen gegeben (1781 Aufhebung der Leibeigenschaft in Österreich, Aufhebung der Leibeigenschaft in Baden oder Umwandlung der Frondienste in Geldzahlungen unter Hans Graf zu Rantzau in Holstein), aber eine grundlegende Reform fand nicht statt, und mit dem Ende der Leibeigenschaft schwanden nicht gleich die bäuerlichen Lasten.
Verstärkt wurde aus nationalökonomischer Perspektive eine Aufhebung der Leibeigenschaft, die Auflösung der Allmende und persönliche Freiheit der Bauern gefordert, etwa durch Johann Heinrich Gottlob von Justi. Argumente waren vor allem eine erhoffte Steigerung der Produktion von Lebensmitteln und einer allgemein höhere Wertschöpfung durch Bauern, die für eigene Erträge wirtschaften sollten.

### Bayern

#### Grundherrschaft in Bayern
Im Kurfürstentum Bayern gab es im Jahre 1756 noch die Leibeigenschaft (Codex Maximilianeus Bavaricus Civilis); der Leibeigene war aber voll vermögensfähig und hatte Anspruch auf Erteilung einer Abzugsgenehmigung. Der Anteil der Leibeigenen an der Bevölkerung 1803 wird auf etwa 2 % geschätzt.
Grundherren der 29.808 Höfe waren der Landesherr mit 4.074 Höfen (13,7 v.H.), der höhere Klerus mit 9.524 Höfen (32,0 v.H.), der niedere Klerus mit 7.095 Höfen (23,8 v.H.), der Adel mit 7.106 Höfen (23,8 v.H.) und sonstige nichtständische Grundherren mit 847 Höfen (2,8 v.H.). Freie Güter wurden mit 1.162 Höfen (3,9 v.H.) als Differenz ermittelt. Sonstige nichtständische Grundherren waren zum großen Teil Einrichtungen wie Spitäler, Armenhäuser und Almosenämter. Der höhere Klerus bestand aus ständischen Klöstern und Kollegiatstiftern.

#### Die bäuerlichen Lasten
Die Frondienste standen regelmäßig dem Gerichtsherrn zu, selten auch dem Grundherrn. Auf den Höfen, die der direkten Gerichtsbarkeit des Landesherrn unterstanden, ungefähr die Hälfte aller Höfe, waren die Fronen 1665/1666 in Geldzahlungen umgewandelt worden. Nach der Säkularisation 1803 zahlten drei Viertel das Scharwerksgeld.
Oft war der Kirchenzehnte auf den Grundherrn übergegangen, der sich auf Getreide und andere Produkte wie Kartoffeln, Rüben und Flachs erstreckte und vom Berechtigten auf dem Feld eingezogen („eingeheimst“) wurde. Rinder, Schafe, Pferde, Schweine und Federvieh mussten an den Berechtigten überbracht werden.

#### Beginn der staatlichen Landwirtschaftspolitik
1779 wandelte der Kurfürst auf seinem grundherrlichen Besitz die leichter zu beendigenden Nutzungsrechte der Bauern an Grund und Boden in das bauernfreundliche Erbrecht um und beschränkte die bei Antritt und Abgabe des Erbrechts geschuldeten Gebühren (Laudemien) auf 7½ v.H. des Wertes, die nicht mehr auf einmal bezahlt werden mussten, sondern auf Antrag in 20 Jahresraten abbezahlt werden konnten.
1778 erhielten in Bayern die Bauern auf Domänen des Landesherren die Möglichkeit, gegen Ablösezahlungen erbliches Miteigentum an den Hofstellen zu erwerben, die sie bewirtschafteten. Da die Betroffenen kaum über die nötigen Mittel dafür verfügten, wurde diese Möglichkeit selten in Anspruch genommen.
Ebenfalls 1778 entwarf der bayrische Finanzminister Franz Karl von Hompesch zusammen mit Ignaz von Arco und dem 19-jährigen angehenden Hofrat Maximilian von Montgelas einen Plan für eine schlagartige Aufhebung der Feudalrechte. Sie fertigten auf Vorrat einen zweiseitigen Vermerk, den sie niemandem zur Kenntnis gaben.
Die jährlichen von den Bauern zu erbringenden Fronen und Naturalabgaben sollten vom einen auf den anderen Tag einer staatlichen Bank statt dem Grundherrn geschuldet sein und in Geld bewertet werden, und von den verpflichteten Bauern in Geld an die Bank entrichtet werden. Fünf Millionen Gulden sollten so Jahr für Jahr zusammenkommen. Für den Verlust von Fronen und Naturalabgaben sollte der grundbesitzende Adel staatlich garantierte Schatzanweisungen in Höhe von 80 Millionen Gulden erhalten. Die Grundbesitzer sollten jährlich fünf v.H. Zinsen auf die Schatzanweisungen bekommen, also jährlich insgesamt vier Millionen Gulden, aber vorerst keine Tilgung. Aus dem Jahresüberschuss von einer Million Gulden sollte sich das Eigenkapital der Bank bilden, das später zur Tilgung der Schatzanweisungen dienen sollte. Die Bauern wären Volleigentümer ihrer Grundstücke geworden und mit der Tilgung der Kapitalsumme hätten ihre Ablösezahlungen geendet.
Der Durchführung des Planes standen mehrere Hindernisse entgegen, die in der Denkschrift ausgelassen wurden. Es gab weder den Verwaltungsapparat für die Bewertung von Fronen und Naturalabgaben, noch für das Erheben und Auszahlen der Ablösungsrenten. Weder Hompesch noch Montgelas kamen während ihrer langen Amtszeit je wieder auf ihren Plan zurück.
Der geringe Erfolg der frühen bayerischen Bemühungen machte deutlich, dass für die Grundentlastung der Staat größere Papiergeldmengen zur Verfügung stellen und garantieren musste und insgesamt staatliche Vermittlung und Hilfe benötigt wurde.
Erst mit Regierungsantritt des Kurfürsten Maximilian IV. Joseph und seines Ministers Maximilian von Montgelas im Jahr 1799 nahm die Absicht, die Produktivität der Landwirtschaft zu steigern, wieder Gestalt an. Zunächst verwirklichten Montgelas und Joseph von Hazzi die Gemeinheitsteilung, also die Aufteilung des im Gemeineigentum stehenden Grund und Bodens und seine Überführung in das Privateigentum der einzelnen Gemeindegenossen. Die Verteilung sollte nach Köpfen erfolgen. Möglichst viele Besitzlose sollten selbständige Bauern werden.
Das Vorhaben scheiterte daran, dass es keinen Modus gab, Streitigkeiten unter den Nutzungsberechtigten zu vermeiden. Obwohl Brachland bebaut wurde und die verbesserte Dreifelderwirtschaft als Fruchtwechselwirtschaft mehr Anwendung fand, blieben die Erfolge bis zur Mitte des 19. Jahrhunderts bescheiden.

### Französische Revolution
Einen entscheidenden Anstoß zur Bauernbefreiung gab die Französische Revolution, in deren Folge die feudalen Abhängigkeiten aufgehoben wurden. Die französische Nationalversammlung hatte bereits im August 1789 alle Fronen, Zehnten und sonstigen Feudalrechte, insoweit diese keine andere rechtliche Grundlage als gewaltsame Einführung hatten oder sonst mit dem Gemeinwohl unverträglich waren, ohne Entschädigung aufgehoben.

## 19. Jahrhundert

### Preußen

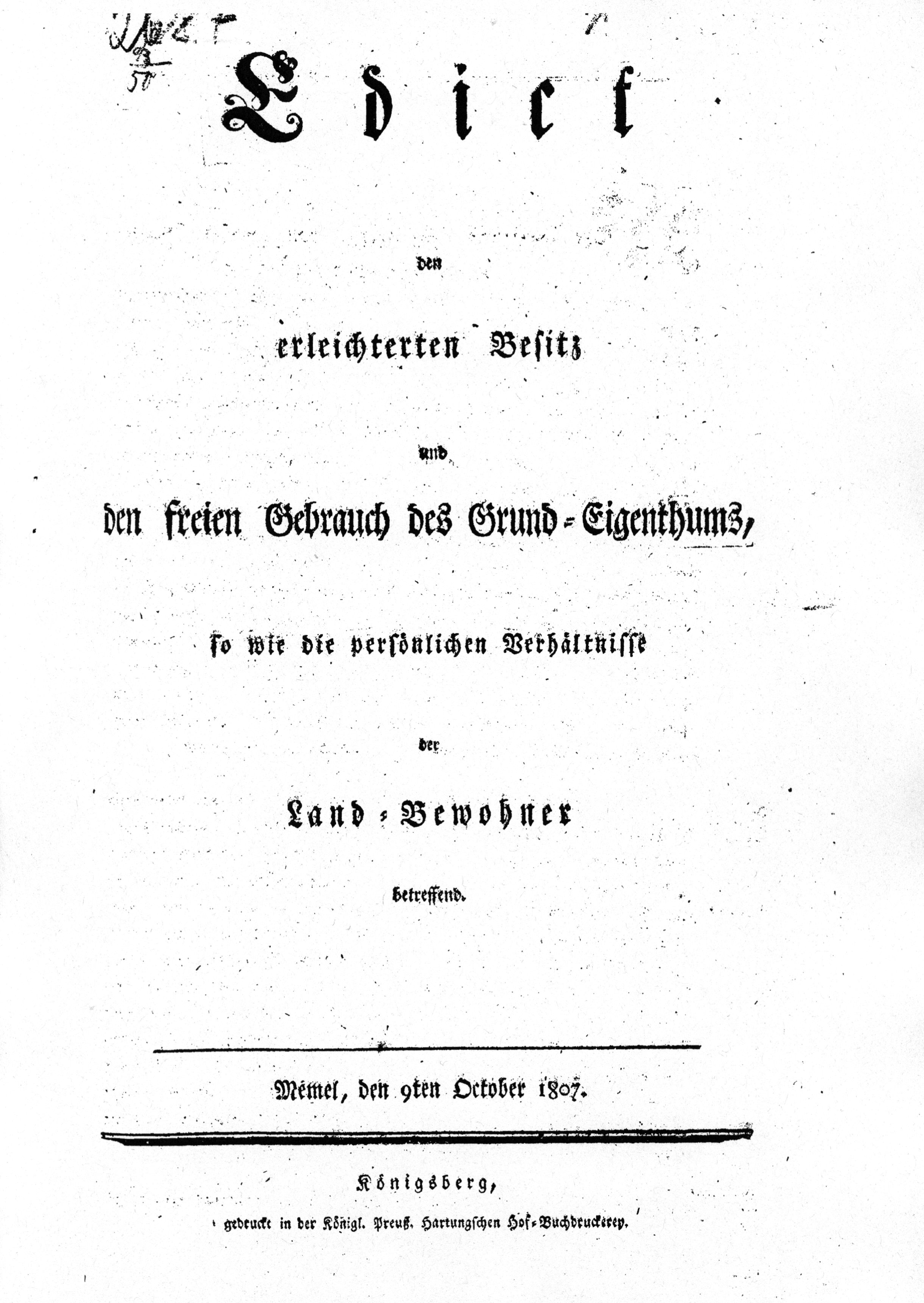
Titelblatt des Oktoberedikts von 1807

In Preußen wurde 1799 die Leibeigenschaft der Domänenbauern im Rahmen der preußischen Agrarverfassung aufgehoben. Zunächst gab es keine Reformanstrengungen in Bezug auf die Privatbauern. Einen entscheidenden Schub gab es erst 1807 im Rahmen der Preußischen Reformen unter vom Stein und Hardenberg. Diese Stein- und Hardenbergschen Reformen waren unmittelbare Folge der Napoleonischen Kriege und der militärischen Niederlage Preußens gegen die französische „Revolutionsarmee“. Albrecht Daniel Thaer erwartete 1809, dass wahrscheinlich alle Regierungen die Aufhebung der Frohnden, gegen billigen Ersatz, wo nicht gebieten, doch auf alle Weise befördern werden, indem man allgemein anerkennt, welch eine große Masse von arbeitenden Kräften, die jetzt fast schlafen, dadurch erweckt und zum Vortheil des Staats in Thätigkeit gesetzt werden würde.
- das Oktoberedikt vom 9. Oktober 1807 hob die Erbuntertänigkeit der rechtlich bereits bessergestellten Privatbauern auf und kündigte eine Ausweitung auf weitere bäuerliche Bevölkerungsschichten an. Es blieb wegen der zunächst fehlenden Regelungen zur Ablösung des bearbeiteten Landes zunächst aber weitgehend wirkungslos.[22][23]
- das Regulierungsedikt vom 14. September 1811 sollte den Bauern das Eigentum an den von ihnen bewirtschafteten Höfen übertragen. Sie mussten sich von bisherigen Abgaben und Frondiensten durch eine Zahlung an die Gutsherrn und die königlichen Domainen-Ämter freikaufen. Dies geschah über Jahrzehnte durch die neue General-Kommissionen zur Regulierung der gutsherrlichen und bäuerlichen Verhältnisse, die in Zusammenarbeit mit den Regierungen die Eigentumsverleihung (Ablösung, Austhuung) vornahm (abgeschlossen um 1855).

- die Deklaration zum Regulierungsedikt (1816) regelte die Entschädigungen für die Gutsbesitzer.

Die Reformen von 1807 bis 1816 betrafen nur diejenigen Bauern, die in einem gutsherrlichen Verhältnis standen und besonders hohe Dienste zu leisten hatten. Nicht betroffen waren zunächst die mit einem besseren Besitzrecht ausgestatteten grundherrlichen Bauern. Außerdem wurde der Kreis der Bauern, die eine vollständige Aufhebung des Abhängigkeitsverhältnisses erreichen konnten, erheblich verkleinert. Durch hohe Landabtretungen wurden die Bauern zusätzlich belastet. Diese Reformen galten zudem nur für das Preußen im Gebietsstand von 1807 nach dem Frieden von Tilsit.
Die Bauernbefreiung in Preußen war 1816 noch nicht abgeschlossen. Die grundherrlichen Bauern konnten erst 1821 eine Geld-Ablösung beantragen; einen Abschluss erfuhren die Reformen erst nach 1848/49 mit dem Gesetz vom 2. März 1850:
- Ablösung aller Servituten (Dienstbarkeiten) auf Grundstücken ohne Entschädigung der Grundherrn. Ablösung, Austhuung, Regulierung des Grundbesitzes im Wesentlichen abgeschlossen für erbliche Pächter, Gärtner usw. (Ablösungs-Gesetz vom 2. März 1850). Amortisationszahlungen dauerten oft bis zum Ende des 19. Jahrhunderts und wurden durch neue Rentenbanken vorfinanziert.

Neben der Abschaffung der Erbuntertänigkeit und der Leibeigenschaft zählten dazu auch die Ablösung des Zehnt und weiterer Abgaben und Dienstleistungen, wofür den Grundherren hohe Entschädigungszahlungen zustanden. Da es in der Regel keine Stützungskredite von staatlicher Seite für die Bauern gab, blieben viele Höfe noch lange Zeit ihrem Grundherren verpflichtet oder waren über eine lange Zeit durch hohe Schulden belastet.
Über die Folgen der preußischen Bauernbefreiung gab es eine intensive Forschungsdebatte. Die ursprüngliche Annahme, durch die Landabtretungen wären die Bauernbetriebe erheblich zurückgegangen, ließ sich allerdings nicht bestätigen.

#### Bauernbefreiung und Ablösung im ehemaligen Hochstift Paderborn
Die Bauernbefreiung im ehemaligen Hochstift Paderborn war ein langwieriger Prozess, der stark von den agrarischen Strukturen der Region geprägt war. Ein zentraler Bestandteil der Agrarreformen des 19. Jahrhunderts war die Aufhebung der Eigenbehörigkeit, einer speziellen Form der Abhängigkeit, die vor allem in katholischen Territorien wie Paderborn verbreitet war. Eigenhörige Bauern standen zwar nicht in Leibeigenschaft, mussten aber erhebliche Abgaben und Frondienste leisten.
Mit der Eingliederung in Preußen als Fürstentum Paderborn nach der Säkularisierung 1803 wurden diese feudalen Bindungen schrittweise abgeschafft. Ein wesentliches Instrument zur Ablösung dieser Verpflichtungen war die Paderborner Tilgungskasse von 1836, die Bauern Kredite zur Zahlung der Ablösungssummen bereitstellte. Dabei wurden Ablösungssummen durch staatlich gesicherte Schuldverschreibungen reduziert und über lange Zeiträume zurückgezahlt. Dieser Mechanismus half den Bauern, wirtschaftlich eigenständig zu werden, führte aber oft zu jahrelanger finanzieller Belastung.
Laut Anne Strunz-Happe unterschied sich der Ablösungsprozess in Paderborn von anderen preußischen Regionen, da viele Bauern zuvor kirchlichen Grundherren unterstanden hatten. Die Tilgungskasse wurde als ordnungspolitische Maßnahme eingeführt, um den Änderungen zur freien Bauernschaft sozial verträglich zu gestalten.

### Sachsen

#### Wachsende Unzufriedenheit
Sachsen gehörte in den Geltungsbereich der mitteldeutschen Grundherrschaft. Die Elemente persönlicher Unfreiheit waren geringer als in den Agrarverfassungen anderer Landesherrschaften.
Im Jahre 1750 lebten 64 % der Bevölkerung Kursachsens auf dem Lande; es gab 1000 Rittergüter, 42.000 Bauernstellen und 392.000 Häusler, Gärtner und Inwohner.
Zwischen 1750 und 1800 wurde die Landwirtschaft intensiviert. Es begann die Schafzucht, der Kartoffelanbau wurde verstärkt und bisher unbekannte Ackerpflanzen wurden angebaut, wie Klee, Esparsette, Luzerne und Futterrüben. Dies brachte neue Arbeiten mit sich. Außerdem kamen die ersten künstlichen Düngemittel zum Einsatz, die die Erträge erhöhten. Da sich die Konflikte zwischen Bauern und Grundeigentümern auch deswegen vermehrten, wies das Geheime Kabinett die Kreis- und Amtshauptleute an, diese gütlich zu regeln. 1771 forderte der Dresdner Jurist Johannes Leonhard Hauschild die Beseitigung der Leibeigenschaft, in die die früher freien Bauern Sachsens nun doch allmählich geraten seien.
Ab 1788 verschlechterten sich die Lebensbedingungen infolge von Wetterereignissen; insbesondere gab es im Jahre 1790 eine lang anhaltende Dürre. Die bestehenden feudalrechtlichen Bindungen wurden als untragbar betrachtet. Die übertriebene kurfürstliche Hege von Jagdwild führte zu einer Wildplage; die Bauern vertrieben das Wild und schossen es ab. Die Jagdunruhen griffen vom Amt Wehlen auf die Ämter Dresden, Oschatz, Torgau und Hoyerswerda über. Die Churschützer Bauern verweigerten die Frondienste und 50 Dörfer in fünfzehn Grundherrschaften schlossen sich an. Die Aufständischen wurden in Ketten in die Festung Königstein abgeführt. Der Kurfürst erließ ein „Mandat“, also eine landesherrliche Verordnung wider Tumult und Aufruhr.
Die Zahl der Rechtsstreitigkeiten stieg an; alleine das Appellationsgericht Dresden war 1790 mit 236 Fron-, Dienst-, Trift- und Abgabensachen im Rückstand.

#### Defensive Lösungsversuche
Um den Prozessstau aufzulösen, gab das Geheime Kabinett den Entwurf eines Mandats in Auftrag. Es lehnte aber die Veröffentlichung am 15. Oktober 1791 ab, weil es den Einspruch der Grundherren fürchtete. Am selben Tage wurde eine Gesetzeskommission gebildet, mit dem Auftrag, eine Instruktion im Range unterhalb eines Mandats zu entwerfen, also einen Leitfaden zur Feststellung und Entscheidung der Befugnisse von Grundherr und Bauer. Der hätte angewendet werden können, ohne dass er zuvor förmlich veröffentlicht wurde. Die dabei entwickelten Rechtsgrundsätze in Fron- und Dienstsachen und in Hut- und Triftsachen lehnte das Geheime Kabinett wiederum ab. Sie wurden aber als praktikabel empfunden, und der Entwurf wurde von den Gerichten 25 Jahre lang als gelungene Regelsammlung angewendet, obwohl er nicht verbindlich war.
Nicht nur die Abgaben und Fronen, sondern auch die weit in den Frühsommer hineingezogenen Weide- und Triftrechte belasteten die Bauern. In den Jahren 1796 und 1797 vertrieben deshalb die Bauern in elf Orten des Amts Plauen im Vogtland die Rittergutsschafe von den Feldern.
Zwischen 1806 und 1812 beauftragte das Geheime Kabinett die Landesregierung, eine Neuordnung des gemeinschaftlichen Eigentums (Gemeinheitsteilungsordnung) zu prüfen. Die napoleonischen Kriege verhinderten eine Verabschiedung des immer wieder von neuem beratenen Gesetzentwurfs. Nach den napoleonischen Kriegen wurde die beeinträchtigte Landwirtschaft wieder aufgebaut; es stieg aber auch die Zahl der Rechtsstreitigkeiten zwischen Bauern und Grundherren an.
Die Rittergutsbesitzer aus dem Vogtland protestierten 1820 dagegen, dass das Appellationsgericht Dresden die nicht in Kraft getretenen „Rechtsgrundsätze“ wie geltendes Recht anwendete. König Friedrich August und das Geheime Kabinett beauftragten aufs Neue eine Kommission zur Festlegung der „Rechtsgrundsätze“.

#### Reformkommissionen vor der Revolution
In Hut- und Triftsachen, also wegen der Weidegerechtigkeiten wurde 1828 ein bauernfeindliches Gesetz in Kraft gesetzt, das es den Bauern auferlegte, Vieh des Grundherrn auf dem ihnen überlassenen Boden weiden zu lassen und eigenes Vieh hintanzustellen. Bauernfreundlich hingegen war ein Gesetz über die Rechtsgrundsätze in Fron- und Dienstsachen mit detaillierten Regelungen.
Nicht im Gesetz geregelt war die Ablösung von Fronen, Diensten und Abgaben, so dass es dahingehend missverstanden wurde, dass eine Ablösung verhindert werden solle. 1829 empfahl deshalb der Kabinettssekretär Julius von Könneritz dem Geheimen Kabinett die Ablösung der Fronen und Dienste zu regeln. Eine Kommission für die Ablösungsgesetzgebung wurde berufen, die auch die in Westfalen, Hessen, Baden und Weimar gemachten Erfahrungen berücksichtigen sollte. In der Kommission setzte sich mühsam die Auffassung durch, dass ein einseitiger Antrag zur Aufnahme von Ablösungsverhandlungen genügen soll. Die Erfahrungen bei der freiwilligen Ablösung von Fronen des Rittergutes Netzschkau wurden berücksichtigt. Die Entschädigung für wegfallende Dienste wurde dort nur in Geld, aber nicht durch die Abtretung von Land geleistet. Auch diese Auffassung konnte sich in der Kommission knapp durchsetzen. 1830 verweigerten 116 Bauern aus Neukirchen bei Chemnitz die ungemessenen Frondienste. 50 Bauern wurden in der Erntezeit verhaftet.

#### Julirevolution
Im gleichen Sommer ging von Dresden und Leipzig die Revolution aus, die zu einer Verfassung und zu einer konstitutionellen Monarchie führte.
Am 13. September 1830 wurde deshalb der liberale Bernhard von Lindenau leitender Kabinettsminister. Er unterstützte den Fachreferenten Karl Friedrich Schaarschmidt, der im Dezember 1830 der Kommission die Einrichtung einer Landrentenbank vorschlagen konnte. Der dienstberechtigte Grundherr soll einen Ablösebetrag für die ihm entgehenden Dienste als Einmalzahlung oder Rente von der Bank erhalten. Der verpflichtete Bauer soll den Betrag gegenüber der Bank in längstens 25 Jahren ratenweise tilgen. Das Risiko der Insolvenz des Bauern soll der Staat als Träger der Bank übernehmen. Das Gesamtrisiko des Staates wurde mit 10 Mio. Taler beziffert.
Während des Beratungsvorganges im Jahre 1831 reichten Bauern aus neun Dörfern des Justizamts Wechselburg eine umfangreiche Beschwerdeschrift über die ihnen aufgebürdeten Lasten ein. Die Wortführer wurden zu längeren Gefängnisstrafen verurteilt. Ihr Strafverteidiger Moritz August Richter wurde zu einem Jahr Zuchthaus verurteilt; er konnte vor Strafantritt in die Vereinigten Staaten auswandern.
Die Stände beeilten sich, dem Entwurf der Kommission zuzustimmen, weil sie befürchteten, dass der nach der Verfassung vom 4. September 1831 zu wählende Landtag eine für die Grundherren nachteiligere Regelung treffen würde.
Am 17. März 1832 wurden das Gesetz über Ablösungen und Gemeinheitsteilungen und das Gesetz über die Landrentenbank veröffentlicht.
Es fanden 25 152 Verfahren in Ablösesachen statt; Die meisten Anträge gingen zwischen 1852 und 1854 ein. Die letzten Renten an die Grundeigentümer liefen 1913 aus. Die Bank wurde bis 1932 abgewickelt. Die Landrentenbank war das erste staatlich garantierte Kreditinstitut für die Feudalablösungen. Die staatliche Garantie musste nie in Anspruch genommen werden.
Ebenfalls durch eine Bank staatlich unterstützt wurde die Feudalablösung in den anderen Gliedstaaten des Deutschen Bundes: Kurfürstentum Hessen (1832), Baden (1833), Braunschweig (1834), Großherzogtum Hessen (1836), Hannover (1840), Württemberg (1848), Bayern (1848), Preußen (1850) und Kaiserreich Österreich (1850).

#### Wirkungen und Folgen der Feudalablösung in Sachsen
Die Leistungsfähigkeit der sächsischen Landwirtschaft stieg bald nach der Ablösung der Feudallasten. Die Getreideproduktion und die Viehbestände wuchsen. Die Regierung förderte die Verwendung von Kunstdünger; die Mengen stiegen rasch. Die Mittelbauern konnten ihre Höfe vergrößern, die Großgrundbesitzer aber nur wenig. Die Feudalablösung und die beginnende Industrialisierung ergänzten sich gegenseitig. Die Landwirtschaft kam in die Lage, die städtischer werdende Bevölkerung zu versorgen. Auf der anderen Seite erleichterten die steigenden Gelderlöse es den Bauern, die mit dem 25-fachen des Jahreswertes hoch angesetzten Ablösebeträge zu erwirtschaften. Hätten sich die hohen Ablösebeträge wie Mehltau auf die Initiative der Bauern gelegt, hätte die Feudalablösung scheitern können.
Die Abzugsberechtigung der unterbäuerlichen Schichten kam dem Arbeitskräftebedarf der jungen Industrie zugute.

### Bayern

#### Freier Bauernstand wird Staatsziel
1799 bekannte sich die kurfürstliche Regierung erstmals zum freien Bauernstand als Staatsziel, doch scheute sie sich, in das Eigentum der Grundherren einzugreifen. Sie beschränkte sich deshalb auf das Verbot, Frondienste an andere Grundherren zu verkaufen und verlängerte die Zehntfreiheit bei der Kultivierung von Ödland auf 25 Jahre.
Die Säkularisation brachte dem Staat einen gewaltigen Zuwachs an landwirtschaftlichen Flächen. Nach der Übernahme der Klostergüter 1803 wollte der Kurfürst den ehemals klösterlichen Bauern die Möglichkeit einräumen, die Getreide – Naturalabgaben durch eine Einmalzahlung abzulösen. Die Bauern machten von dieser Möglichkeit keinen Gebrauch, weil für jeden jährlich geschuldeten Scheffel Getreide (222,36 l) 300 Gulden gezahlt werden sollten. Sowohl der Getreidepreis mit 12 Gulden je Scheffel als auch der Ablösesatz mit 25 Jahresbeträgen waren überhöht. Die Ablösesumme orientierte sich mehr am Geldbedarf des Staates als an den Abzahlungsmöglichkeiten der Bauern. Auch ein verbessertes Angebot wurde nicht angenommen und die Bauern zogen es vor, den bisherigen Getreidezins weiter zu entrichten, so dass es nicht zu der beabsichtigten Grundentlastung der Bauern kam.
In der Verfassung von 1808 wurde der Adel hinsichtlich der Staatslasten mit den übrigen Staatsbürgern gleichgestellt. Die gutsherrlichen Rechte wurden nur noch nach Maßgabe besonderer Gesetze gewährleistet. Die Leibeigenschaft wurde ohne Entschädigung aufgehoben. Die Abschaffung der Leibeigenschaft, die Unveräußerlichkeit der Fronen und die Zehntfreiheit bei Neuland blieben die einzigen greifbaren Resultate der Ära Montgelas von 1799 bis 1817. Zu der umfassenden Grundentlastung kam es nicht. Bis 1848 wurden noch weitere Randbereiche der Grundentlastung geregelt; an der überhöhten Ablösesumme wurde aber immer festgehalten und damit die Grundentlastung weiter vereitelt.

#### Bauernaufstände und Grundentlastung
Im März 1848 brachen in Franken, Schwaben und Niederbayern Bauernaufstände aus. Die Bauern verweigerten Fronen und Abgaben. Die Aufstände wurden durch Militär erstickt, aber die Regierung legte den Entwurf eines Grundentlastungsgesetzes vor.
Danach sollte der Bauer an den Staat vier v. H. Zinsen aus dem Ablösungskapital seiner Verpflichtungen gegenüber dem Grundherrn bezahlen. Das Ablösungskapital wurde mit dem 18-fachen einer Jahresverpflichtung angenommen, die in Geld umgerechnet wurde. Eine Jahresverpflichtung von 100 Gulden sollte so an den Staat entrichtet werden:
Das Ablösungskapital betrug 18 × 100 Gulden, also 1800 Gulden; die jährliche Abgabe an den Staat betrug vier v. H. hieraus, also 72 Gulden.
Der Grundherr erhielt vom Staat für die entgangenen Verpflichtungen 4 v. H. aus dem 20-fachen eines Jahresbezugs, also 80 Gulden. Die Differenz von acht Gulden trug der Staat, und der Grundherr musste auf 20 Gulden Geldwert verzichten.
Auf das ganze Königreich Bayern bezogen, sollten die Berechtigten statt 6.590.000 Gulden nur noch 5.272.000 Gulden bekommen und die Verpflichteten nur noch 4.744.800 Gulden bezahlen. Der Staat sollte jährlich 527.000 Gulden zuschießen.
An diesem Prinzip änderte die Ständeversammlung trotz heftiger Diskussionen nichts mehr, und das Grundentlastungsgesetz wurde im Juni 1848 nach einem nur zweimonatigen Gesetzgebungsverfahren verkündet.

#### Wirkungen der Grundentlastung
Die Reformen bis 1848 hatten nur geringe rechtliche und wirtschaftliche Auswirkungen, weil das Staatsziel, ein befreiter Bauernstand, dem Eigentumsrecht der Grundherren nachgeordnet wurde.
Die Gemeinheitsteilungen zwischen 1800 und 1820 führten zu einer Verdoppelung der Getreideanbauflächen zwischen 1810 und 1833. Die Grundentlastung nach 1848 führte nicht mehr zu einer Vermehrung der Anbauflächen, sondern zu einer Steigerung des Flächenertrags auf fast das Doppelte zwischen 1850 und 1880. Kunstdünger wurde in Bayern erst ab 1890 verwendet, und dadurch verdreifachten sich die Flächenerträge im ersten Drittel des 20. Jahrhunderts.

### Königreich Hannover
Im Königreich Hannover wurde zunächst das Ablösungsgesetz vom 10. Oktober 1831 erlassen sowie die Ablösungsordnung vom 23. Juli 1833, schließlich per Gesetz die Einrichtung der Hannoverschen Landeskreditanstalt, die am 15. Januar 1841 ihren Betrieb aufnahm. Im Unterschied zu Preußen sollten die Lasten der Bauern im Königreich Hannover nicht durch Abtretung von Land abgelöst werden, vielmehr sollten die Höfe aus steuerlichen Gründen erhalten bleiben sowohl in ihrer Größe als möglichst auch in ihrer Ertragslage.

### Österreich
Als Vorläufer für den Gedanken einer Bauernbefreiung kann der Tractatus de iuribus incorporalibus aus dem Jahr 1679 gesehen werden, der zwar (außer einer Obergrenze von 12 Tagen für die Hand-Robot von Inleuten) nur eine Begrenzung von Robotleistungen nach Billigkeit enthielt, aber für unmäßige Robotbelastungen bereits Strafen vorsah. Eine erste Entlastung der Bauern wurde ab 1738 (mit Verweis auf Regelungen aus 1680 und 1717) durch verschiedene Robotpatente versucht, die sich aber bei den Grundherrschaften nur langsam durchsetzten. Die Leibeigenschaft wurde in den Ländern der Habsburger 1782 durch Kaiser Joseph II. abgeschafft und durch eine gemäßigte Erbuntertänigkeit ersetzt. Auf Betreiben des jungen Reichstagsabgeordneten Hans Kudlich wurde 1848 auch diese abgeschafft und mit den Grundentlastungspatenten vom 7. September 1848 und vom 4. März 1849 gegen Zahlung eines bestimmten Betrages durch das freie Eigentum an Grund und Boden ersetzt.

### Andere deutsche Staaten
In den deutschen Staaten westlich der Elbe, die unter direktem oder indirektem französischen Einfluss standen, fanden ebenfalls Reformen statt, die eine Befreiung von feudalen Lasten ermöglichten. Auch diese Ansätze kamen kaum voran, da den Bauern nicht die finanziellen Mittel für die Ablösung der Lasten zur Verfügung standen. Auch die umfangreiche französische Dotationspolitik wirkte sich hemmend aus, weil rund die Hälfte der landesherrlichen Besitzungen zu diesem Zweck beschlagnahmt wurden und nicht mehr für die Bauernbefreiung zur Verfügung standen.
Teilweise wurden diese Reformen nach dem Ende der französischen Herrschaft wieder zurückgenommen. Eine zweite Reformwelle setzte nach 1830 (Julirevolution) ein. Sie führte zu sogenannten Ablösungsgesetzen, die genau die Entschädigungsleistungen der Bauern an ihre Feudalherren regelten. In den südwestdeutschen Staaten verhinderten die Standesherren eine vollständige Umsetzung dieser Reformen, so dass dort erst die Märzrevolution von 1848 zu einem Durchbruch bei der Aufhebung bäuerlicher Abhängigkeit führte. In manchen Gebieten hielten sich grundherrschaftlich geprägte Verhältnisse allerdings noch viele Jahrzehnte in der zweiten Jahrhunderthälfte des 19. Jahrhunderts.
Seit den späten 1830er Jahren ermöglichten Ablösungstilgungskassen den Bauern eine relativ günstige Ablösung, die aber immer noch auf Jahrzehnte höchst belastend blieb. Die Deutsche Inflation 1914 bis 1923 machte für die letzten noch Ablösung zahlenden Bauern die Tilgung ihrer Schulden zur Formsache, und durch die Revolution 1918/1919 hörten auch die letzten halbfeudalen Strukturen auf zu bestehen.
Insgesamt verlief die Bauernbefreiung in den westlichen deutschen Staaten sehr unterschiedlich. Neben der wechselnden Rechtslage wirkten sich die verschiedenen Agrarstrukturen aus. So waren in vielen Gebieten die Bauernstellen und Landparzellen durch Jahrhunderte der Realteilung so zersplittert, dass sie nur noch im Nebenerwerb bewirtschaftet werden konnten und bei den Bauern auch keine ausreichende Kapitalbasis für eine Ablösung bestand. Am Niederrhein hatte sich hingegen ein von kirchlichen und adeligen Grundherren dominiertes Pachtsystem etabliert, das den Bauern durch hohe Pachtzinsen die Geldmittel für einen Landerwerb entzog.

### Russland
Formale Bauernbefreiung 1861 unter dem russischen Zaren Alexander II., nur weniges davon wurde durchgeführt.

### Frankreich
Die Leibeigenschaft wurde in der Domaine royal 1779 aufgehoben; die Französische Revolution bestätigte bzw. bekräftigte das (u. a. Erklärung der Menschen- und Bürgerrechte am 26. August 1789).